# Bukayo Saka
Bukayo Ayoyinka TM Saka  (n. 5 septembrie 2001, Greater London, Anglia, Regatul Unit) este un fotbalist profesionist englez care joacă ca extremă, fundaș stânga sau mijlocaș la clubul englez Arsenal din Premier League și la echipa națională a Angliei. Este cunoscut pentru incisivitatea și creativitatea sa în atac și este adesea considerat unul dintre cei mai buni jucători de fotbal tineri din lume.
Saka și-a petrecut întreaga carieră de seniori cu Arsenal, unde a câștigat o FA Cup și o FA Community Shield, devenind treptat unul dintre cei mai prolifici și influenți jucători ai lui Arsenal. După sezoanele 2020-21 și 2021-22, a fost numit jucătorul sezonului a lui Arsenal.
Saka a reprezentat Anglia la multe niveluri de tineret, marcând șase goluri în 27 de selecții. A fost convocat pentru prima dată la echipa de seniori pe 1 octombrie 2020  și a debutat într-un amical împotriva Țării Galilor opt zile mai târziu, începând în echipa de start într-o victorie cu 3-0.

## Viața personală
Întrebat ce ar fi dacă nu fotbalist, Saka a spus că ar fi fost baschetbalist sau actor. Actorul său preferat din copilărie a fost Will Smith și The Fresh Prince of Bel-Air este serialul său preferat. Fotbalistul său favorit din toate timpurile este Thierry Henry și îl citează drept influență pe Alexis Sanchez, spunând că a încercat chiar să copieze ghetele lui Sanchez când era jucător la academie. Dintre foștii colegi de echipă, Saka a spus că David Luiz l-a ajutat cel mai mult în cariera sa, spunând că „a făcut tot posibilul” pentru a ajuta mulți tineri de la Arsenal „pe teren și în afara terenului”.

## Palmares
Arsenal
- Cupa FA : 2019–20 [13]
- FA Community Shield : 2020 [14]
- Vice-campion UEFA Europa League : 2018–19 [15]

Anglia
- Vice-campion al Campionatului European de Fotbal : 2020 [16]

Individual
- Jucătorul Angliei masculin al anului : 2021–22 [17]
- Jucătorul sezonului Arsenal : 2020–21,[9] 2021–22 [18]
- Echipă mondială IFFHS pentru tineret (U20) masculin : 2021 [19]